# 大阪きづがわ医療福祉生活協同組合
大阪きづがわ医療福祉生活協同組合（おおさかきづがわいりょうふくしせいかつきょうどうくみあい）は、大阪府大阪市浪速区塩草に本部を置く生活協同組合（医療生協）である。

## 概要
大阪市港区や西成区や西区や大正区で医療・介護事業を展開している。全医科診療所や歯科診療所で社会福祉法に基づく無料低額診療事業を行っている。全日本民主医療機関連合会（民医連）加盟法人。

## 組合員数・出資金
- 組合員数：25,505人(2021年1月末時点)[3]
- 出資金：7億6,402万2,000円(2021年1月末時点)[3]

## 医科診療所・歯科診療所
みなと生協診療所
- 所在地 - 大阪市港区磯路3丁目3番4号
- 標榜診療科 - 内科 リハビリテーション科 小児科 放射線科 神経科 [4]

西成民主診療所
- 所在地 - 大阪市西成区松2丁目1番7号
- 標榜診療科 - 内科 小児科 整形外科 放射線科 リハビリテーション科 婦人科 [4]

医療生協ながほり通り診療所
- 所在地 - 大阪市西区新町4丁目10番10号
- 標榜診療科 - 小児科 内科 心療内科 [4]

たいしょう生協診療所・たいしょう生協歯科
- 所在地 - 大阪市大正区千島1丁目20番12号
- 標榜診療科 - 内科 小児科 整形外科 リハビリテーション科 歯科 小児歯科 矯正歯科 歯科口腔外科 [4]

## 介護施設
港区
- 訪問看護ステーションさくら通り
- ヘルパーステーションみなと
- デイサービスセンターしおかぜ
- グループホームしおかぜ
- コープみなと介護よろず相談所
- 配食サービスしおかぜ
- 高齢者住宅ふきのとう
- みなと生協診療所デイケアセンター

西成区
- 訪問看護ステーションレインボー
- 西成民主診療所デイケア室
- ヘルパーステーションわかば
- ケアプランセンターさくら
- 西成民主診療所レンタルきずな(福祉用具貸与事業所)
- デイサービスセンターこつまの里
- 病児保育室まつぼっくり
- デイサービスセンターつれづれの里

西区
- デイサービス医療生協ながほり通り

大正区
- 訪問看護ステーションそよかぜ
- ヘルパーステーションらぽーる
- たいしょう生協診療所ケアプランセンター
- たいしょう生協診療所 通所リハビリセンター
- 小規模多機能にじの家